# イソサクラネチン
イソサクラネチン(Isosakuranetin)は、フラバノンの一種である。イソサクラネチンは、オレンジやグレープフルーツの果実、モナルダ・ディディマに含まれる。

## 配糖体
ポンシリンは、イソサクラネチンの7-O-ネオヘスペリドシドである。